# Plavání na otevřené vodě na mistrovství Evropy v plaveckých sportech 2002
Závody v plavání na otevřené vodě na mistrovství Evropy v plaveckých sportech za rok 2002 proběhly v Berlíně, Německo ve dnech 25. července až 4. srpna 2002.

## Česká stopa
Česko reprezentovali 4 závodníci.
V závodě na 5 km žen startovalo 24 závodnic – Jana Pechanová (*1981) z KPSP Kometa Brno obsadila 6. místo. V plaveckém maratonu na 10 km žen startovalo 28 závodnic – Yvetta Hlaváčová (*1975) z SK Pivovar Černá Hora obsadila 6. místo. V závodě na 25 km žen startovalo 19 závodnic – Yvetta Hlaváčová (*1975) z SK Pivovar Černá Hora obsadila 5. místo
V závodě na 5 km mužů startovalo 22 závodníků – Pavel Srb (*1980) z TJ Bohemians Praha závod vzdal. V plaveckém maratonu na 10 km startovalo 22 závodníků – Rostislav Vítek (*1976) z KPSP Kometa Brno obsadil 18. místo. V závodě na 25 km mužů startovalo 19 závodníků – Rostislav Vítek (*1976) z KPSP Kometa Brno obsadil 8. místo a Pavel Srb (*1980) z TJ Bohemians Praha 12. místo.

## Výsledky
| Muži                      | Zlato                   | Zlato     | Stříbro                 | Stříbro   | Bronz                    | Bronz     |
| ------------------------- | ----------------------- | --------- | ----------------------- | --------- | ------------------------ | --------- |
| 5 km                      | Luca Baldini (ITA)      | 55:35,6   | Thomas Lurz (GER)       | 56:24,5   | Stefano Rubaudo (ITA)    | 56:26,9   |
| plavecký maraton na 10 km | Vladimir Ďatčin (RUS)   | 1:55:27,9 | Jevgenij Koškarov (RUS) | 1:55:29,9 | Luca Baldini (ITA)       | 1:56:04,2 |
| 25 km                     | Jurij Kudinov (RUS)     | 5:09:47,4 | Gilles Rondy (FRA)      | 5:18:02,0 | David Meca (ESP)         | 5:18:27,1 |
| Ženy                      | Zlato                   | Zlato     | Stříbro                 | Stříbro   | Bronz                    | Bronz     |
| 5 km                      | Viola Valliová (ITA)    | 1:00:25,9 | Hanna Milusková (SUI)   | 1:00:27,3 | Nadine Pastorová (GER)   | 1:00:28,3 |
| plavecký maraton na 10 km | Edith van Dijková (NED) | 2:06:20,3 | Angela Maurerová (GER)  | 2:06:22,5 | Britta Kamrauová (GER)   | 2:06:22,7 |
| 25 km                     | Edith van Dijková (NED) | 5:27:34,0 | Olesja Šalyginová (RUS) | 5:34:47,9 | Natalija Pankinová (RUS) | 5:34:51,4 |

## Medailová bilance
V plavání na otevřené vodě se rozdělilo celkem 6 sad medailí.
| Pořadí | Stát             |       | Muži    | Muži  | Muži  |         | Ženy  | Ženy  | Ženy    |       | Muži + Ženy | Muži + Ženy | Muži + Ženy | Celkem |
| Pořadí | Stát             | Zlato | Stříbro | Bronz | Zlato | Stříbro | Bronz | Zlato | Stříbro | Bronz |             |             |             | Celkem |
| ------ | ---------------- | ----- | ------- | ----- | ----- | ------- | ----- | ----- | ------- | ----- | ----------- | ----------- | ----------- | ------ |
| 1.     | Rusko (RUS)      |       | 2       | 1     | 0     |         | 0     | 1     | 1       |       | 2           | 2           | 1           | 5      |
| 2.     | Itálie (ITA)     |       | 1       | 0     | 2     |         | 1     | 0     | 0       |       | 2           | 0           | 2           | 4      |
| 3.     | Nizozemsko (NED) |       | 0       | 0     | 0     |         | 2     | 0     | 0       |       | 2           | 0           | 0           | 2      |
| 4.     | Německo (GER)    |       | 0       | 1     | 0     |         | 0     | 1     | 2       |       | 0           | 2           | 2           | 4      |
| 5.     | Francie (FRA)    |       | 0       | 1     | 0     |         | 0     | 0     | 0       |       | 0           | 1           | 0           | 1      |
| 5.     | Švýcarsko (SUI)  |       | 0       | 0     | 0     |         | 0     | 1     | 0       |       | 0           | 1           | 0           | 1      |
| 7.     | Španělsko (ESP)  |       | 0       | 0     | 1     |         | 0     | 0     | 0       |       | 0           | 0           | 1           | 1      |
| Celkem | Celkem           |       | 3       | 3     | 3     |         | 3     | 3     | 3       |       | 6           | 6           | 6           | 18     |